# 名古屋地方気象台
名古屋地方気象台（なごやちほうきしょうだい）は、愛知県名古屋市千種区日和町2-18にある地方気象台。

## 概要
東京管区気象台の管轄下にあり、地上気象観測、地域気象観測（アメダス）、生物季節観測からなる気象観測業務、予報業務、地震情報・防災・広報業務を行っている。本施設は日和山と呼ばれる丘陵地の頂にあり、周囲より高い場所にある。

## 沿革
- 1890年（明治23年）7月1日 - 名古屋市南武平町二丁目に県の機関、名古屋一等測候所として創立[1]。
- 1902年（明治35年）2月1日 - 愛知県測候所に改称[1]。
- 1923年（大正12年）1月1日 - 現在地に移転[1]。
- 1938年（昭和13年）10月1日 - 国の機関に移管[1]。中央気象台名古屋支台に改称[1]。
- 1939年（昭和14年）11月1日 - 名古屋地方気象台に改称[1]。中部気象管区（大阪）所属となり、名古屋地方気象区（三重、愛知、岐阜）を管轄する[1]。
- 1945年（昭和20年）8月11日 - 名古屋管区気象台に改組[1]。
- 1949年（昭和24年）11月1日 - 東京管区気象台所属となり、名古屋地方気象台に改組[1]。

## 所在地
- 愛知県名古屋市千種区日和町2丁目18番地

## 交通
- 名古屋市営地下鉄東山線・名城線 本山駅から徒歩で約10分。
- 名古屋市営バス 池下11系統「春里町」停留所下車 徒歩で約5分。

## 脚註
1. 1 2 3 4 5 6 7 8 9  名古屋地方気象台. “名古屋地方気象台の組織と沿革”. 2014年7月30日閲覧。